# Interstate '82
Interstate '82 é um jogo de combate veicular desenvolvido e publicado pela Activision para Microsoft Windows em 1999.

## Contexto
O jogo se passa no sudoeste dos estados unidos em uma versão alternativa do ano de 1982, durante a administração reagan. o jogo é menos complexo que seu antecessor, interstate '76, sem a armadura detalhada e o gerenciamento de armas do original. seu estilo de jogo é mais próximo de jogos de combate veicular baseados em console, como twisted metal, com uma única barra de saúde exibindo a resistência da armadura e do chassi, em oposição ao sistema de resistência da armadura/chassi de '76. os modelos de veículos foram atualizados para refletir a mudança de era e, no geral, o jogo tem uma sensação new wave, com várias músicas devo até então inéditas na trilha sonora, em oposição ao estilo inspirado no funk do primeiro jogo.
Interstate '82 apresenta um modo de história como seu antecessor, com uma nova opção: o jogador pode sair de um veículo e entrar em outro, adicionando alguma estratégia ao enredo do jogo. outra nova adição é a capacidade de skin os novos modelos de veículos.

## Recepção
O jogo recebeu um pouco mais de críticas mistas do que o original, de acordo com o site de agregação de análises GameRankings. Eric Bratcher da NextGen disse: "Alguns dos acenos dos anos 80 podem passar despercebidos por aqueles que não estavam prestando atenção naquela época, mas o jogo ainda é divertido."

## Ligações Externas
- Interstate '82 no MobyGames